# Ezequiel Herrera
Ezequiel Ernesto Herrera Gómez (Benavídez, 22 gennaio 2003) è un calciatore argentino, difensore del San Lorenzo.

## Caratteristiche tecniche
Gioca come terzino destro.

## Carriera
È cresciuto nel settore giovanile del San Lorenzo, con cui ha debuttato il 12 dicembre 2021 nell'incontro di Primera División vinto 3-2 contro il Newell's Old Boys. Il 24 maggio 2022 ha firmato il suo primo contratto professionistico.
Nel gennaio del 2024 è stato ceduto in prestito al Colón (SF), con cui ha disputato una stagione da titolare. A fine anno è rientrato al San Lorenzo che lo ha confermato in rosa per la stagione 2025.

## Statistiche

### Presenze e reti nei club
Statistiche aggiornate al 3 maggio 2025.
| Stagione           | Squadra            | Campionato         | Campionato | Campionato | Coppe nazionali | Coppe nazionali | Coppe nazionali | Coppe continentali | Coppe continentali | Coppe continentali | Altre coppe | Altre coppe | Altre coppe | Totale | Totale | Totale |
| Stagione           | Squadra            | Comp               | Pres       | Reti       | Comp            | Pres            | Reti            | Comp               | Pres               | Reti               | Comp        | Pres        | Reti        | Pres   | Reti   |        |
| ------------------ | ------------------ | ------------------ | ---------- | ---------- | --------------- | --------------- | --------------- | ------------------ | ------------------ | ------------------ | ----------- | ----------- | ----------- | ------ | ------ | ------ |
| 2021               | San Lorenzo        | PD                 | 1          | 0          | CA+CdL          | 0               | 0               | -                  | -                  | -                  | -           | -           | -           | 1      | 0      |        |
| 2022               | San Lorenzo        | PD                 | 0          | 0          | CA+CdL          | 0+4             | 0               | -                  | -                  | -                  | -           | -           | -           | 4      | 0      |        |
| 2023               | San Lorenzo        | PD                 | 2          | 0          | CA+CdL          | 0               | 0               | CS                 | 1                  | 0                  | -           | -           | -           | 3      | 0      |        |
| 2024               | Colón (SF)         | PBN                | 29+1       | 0          | CA              | 2               | 0               | -                  | -                  | -                  | -           | -           | -           | 32     | 0      |        |
| 2025               | San Lorenzo        | PD                 | 15         | 0          | CA              | 1               | 0               | -                  | -                  | -                  | -           | -           | -           | 16     | 0      |        |
| Totale San Lorenzo | Totale San Lorenzo | Totale San Lorenzo | 18         | 0          |                 | 5               | 0               |                    | 1                  | 0                  |             | -           | -           | 24     | 0      |        |
| Totale carriera    | Totale carriera    | Totale carriera    | 48         | 0          |                 | 7               | 0               |                    | 1                  | 0                  |             | -           | -           | 56     | 0      |        |